# Мизрахи, Моше (полицейский)
Моше́ Мизра́хи (ивр. משה מזרחי‎; 20 сентября 1950, Тверия, Северный округ — 11 декабря 2022, Шохам, Центральный округ) — израильский деятель правоохранительных органов и политик. Генерал-майор полиции Израиля, депутат кнессета 19-го созыва.

## Биография
Моше Мизрахи, седьмой из восьми детей в семье, родился в 1950 году в Тверии. В 18 лет начал срочную военную службу в бригаде «Голани», пошёл добровольцем в подразделение спецназа «Эгоз», однако в результате несчастного случая на учениях потерял правый глаз; вышел в отставку в звании рав-турай (младший сержант). Окончил Тель-Авивский университет с первой степенью по юриспруденции.
В 1976 году Мизрахи поступил на службу в полицию на должность прокурора. На протяжении полицейской карьеры возглавлял следственный отдел Яффского районного управления, позже командовал полицейским управлением Иудеи. Эту должность он занимал в 1994 году, когда Барух Гольдштейн совершил теракт в Пещере Патриархов в Хевроне. С 1995 по 1997 год Мизрахи возглавлял академию для старших офицеров полиции.
В 1997 год Мизрахи получил назначение на должность начальника Национального отдела по международным расследованиям. В этой должности он в частности руководил расследованием связей между израильской экономической и политической элитой и международными преступными кругами. Деятельность отдела Мизрахи привела к обвинительным заключениям против бывших владельцев медиаконцерна «Маарив» Офера и Яакова Нимроди и предпринимателя Григория Лернера. В ходе одного из расследований полиция получила от суда разрешение на прослушивание телефонных переговоров Авигдора Либермана, незадолго до этого занимавшего должность директора канцелярии премьер-министра Израиля. Либерман подозревался в связях с международным преступным миром, и суд дал разрешение на прослушку разговоров на определённые, заранее оговоренные темы. Однако в дальнейшем были обнародованы подозрения в том, что Мизрахи самовольно расширил круг тем, по которым составлялись транскрипты разговоров Либермана.
В 2001 году Мизрахи был назначен руководителем Следственного отдела полиции Израиля, несмотря на подозрения в злоупотреблении прослушкой и возражения генерального инспектора полиции Шломо Ааронишки. В новой должности он продолжал расследование против Либермана, а также дал ход расследованиям против действующего премьер-министра Ариэля Шарона и его сыновей. В 2004 году по рекомендации юридических советников правительства Израиля Эльякима Рубинштейна и Мени Мазуза (и вопреки мнению генерального прокурора Эдны Арбель) исполняющий обязанности министра внутренней безопасности Гидеон Эзра объявил о переводе Мизрахи из следственного отдела на другую должность. С начала 2005 по середину 2006 года Мизрахи возглавлял в израильской полиции общественный отдел и управление гражданских дружин.
Уволившись из полиции в 2006 году в звании генерал-майора, в 2008 году Мизрахи выдвинул свою кандидатуру в председатели местного совета Шохам в Центральном округе Израиля. На местных выборах он, однако, набрал, только 13 % голосов. В начале 2012 года Мизрахи вступил в партию «Авода», объявив о намерении бороться за место в её списке на предстоящих выборах в кнессет.
Кампания Мизрахи в «Аводе» оказалась удачной, и он, заняв в её предвыборном списке реальное место, вошёл в состав её партийной фракции в кнессете 19-го созыва. В кнессете он входил в состав законодательной комиссии, комиссии по правам ребёнка и особой комиссии по делам иностранных рабочих. За время работы 19-го созыва кнессета стал автором закона, запрещающего избрание на общественные должности людей, осуждённых за серьёзные преступления. Способствовал принятию ряда законов, обеспечивающих публичную прозрачность деятельности государственных органов и Еврейского национального фонда. На внутрипартийных праймериз перед следующими парламентскими выборами Мизрахи занял 29-е место в списке, не считающееся реальным, и в кнессет не прошёл.
Скончался в декабре 2022 года в возрасте 72 лет.